# Melanomma (bướm đêm)
Melanomma là một chi bướm đêm thuộc họ Erebidae.

## Loài
- Melanomma auricinctaria Grote, 1875